# Самарийдимагний
Самарийдимагний — бинарное неорганическое соединение
самария и магния
с формулой Mg2Sm,
кристаллы.

## Получение
- Сплавление стехиометрических количеств чистых веществ:

{\displaystyle {\mathsf {Sm+2Mg\ {\xrightarrow {750^{o}C}}\ Mg_{2}Sm}}}

## Физические свойства
Самарийдимагний образует кристаллы
кубической сингонии, пространственная группа F m3m, параметры ячейки a = 0,8639 нм, Z = 8,
структура типа магнийдимеди Cu2Mg
.
Соединение конгруэнтно плавится при температуре 750 °C
.